# 반에쓰 자동차도
반에쓰 자동차도(일본어: 磐越自動車道)은 일본 후쿠시마현 이와키시의 이와키 분기점부터 고리야마시를 경유해서, 니가타현 니가타시 고난구의 니가타추오 나들목에 이르는 일본의 고속도로이다. 

## 개요
태평양 쪽과 동해 쪽을 연결하는 횡단축의 하나로, 후쿠시마현 하마도리 - 나카도리 - 아이즈 지방과 니가타현 가에쓰를 연결한다. 또한, 고 자동차국도만으로도, 조반 자동차도·도호쿠 자동차도·호쿠리쿠 자동차도·니혼카이 토호쿠 자동차도의 4개 노선이 연결되어 있다. 노선의 대부분은 국도 제49호선과 병행하고 있는 것 외에, 아부쿠마 고지에서는 국도 제349호선이나 국도 제288호선으로 병행하고 있다.
장거리 루트 등 상용차를 중심으로 해서, 도호쿠 지방과 주부 지방 서족의 교통에 즈음하여, 교통 정체에 극심한 수도권을 피해서 우회하는 것 외에도 통행료를 보다 저렴하게 하기 위해서 이용되는 것도 많다. 또한, 행락철 정체가 심각한 도호쿠 자동차도를 피해, 비교적 정체가 발생하기 어려운 조반 자동차도를 이용하기 위해서 차량이 통행하는 행렬도 있다.
아이즈와카마쓰 나들목부터 니가타추오 분기점 구간은 일부를 제외한 잠정 2차선이기 때문에 근래, 터널 부근을 중심으로 정면 충돌 사망 사고가 많이 일어나고 있다. 또한, 4차선화되었던 구간도 전체적으로 선형이 나빠, 급경사나 터널이 연속해서 있는 곳이 있다.
2011년 6월 20일부터, 동일본 대지진 피해자에 대해서는 2012년 3월 31일까지, 복구·부흥 물자 수송을 위해서 트럭·중형차 이상의 버스에 대해서는 2011년 8월말까지 무료 개방되었다. 또한, 후쿠시마 제1 원자력 발전소 사고의 피난자에 대해서는, 상기 조치가 종료되었던 후에도 무료 통행이 가능하는 조치가 이루어지고 있다.

## 건설 과정
- 출처 및 참고 문헌: 후쿠시마 민보 1995년 8월 2일 ~ 8월 3일, 1997년 10월 1일

1985년 12월에 건설을 시작하여, 1992년 10월 29일 고리야마 ~ 반게가 개통, 1995년 8월 2일 타이라 (이와키시) ~ 반게가 개통, 1996년 11월 14일 니가타 ~ 쓰가와가 개통, 1997년 10월 1일에 전선 개통했다.
반에쓰 자동차 도로의 건설을 추진 한 인물은 사토 에이사쿠 후쿠시마현 지사이지만, 에이사쿠는 고리야마 등 나카도리 남부를 지반으로하고 있으며, 1990년대에는 나카도리 남부에의 수도 기능 이전을 구상하고 있었다. 후쿠시마 공항(1993년 개설)을 구상시키자는 취지의 일환이며, 반에쓰 자동차도, 도호쿠 중앙 자동차도, 아부쿠마 고원 도로 (삼각형 고속도로)도 에이사쿠 체제로 구상되고 실행되었다. 즉, 나카도리를 중심으로 자리 잡는를 위해 "서로 친밀한 연안"인 하마도리 ~ 미야기현의 정비를 후순위시켜, "서로 소원 한 산 너머"인 하마도리 ~ 나카도리 ~ 아이즈의 정비를 우선시켰다 것이다. 또한 이러한 교통망 정비에 방편으로 1995년 후쿠시마 국체 (국민 체육 대회)가 이용되었다. 사실, 고리야마 ~ 반게 개통이 1992년 10월 29일, 타이라 ~ 반게 개통이 1995년 8월 2일 의해 이른 것은 1995년 후쿠시마 국체에 맞추기 위해서였다.
그러나 양안 일대의 지역인 하마도리와 가에쓰은 해안 평지이며, 가에쓰 지역과 아이즈 지역은 아가노강으로 연결되어 있지만, 하마도리와 가에쓰의 양쪽 모두 기본적으로는 남북의 해안 끼리의 교류가 친밀한 상태이다. 타이라 (이와키시) 등 하마도리 남부는 미토와의 관계가, 나카무라 (소마시) 등 하마도리 북부는 센다이와의, 니이가타시와 무라카미 등 가에쓰 지방은 사카타 등 쇼나이 지방과의 관계가 깊다. 이에 따라 반에쓰 자동차도 등 "산을 통과하는 고속도로"가 우선 순위를, 조반 자동차도와 니혼카이 도호쿠 자동차도 등과 같은 "해안 고속도로"가 후순위로 정하게 된 결과, 연안 교통망의 정비는 극단적으로 늦어지고 말았다. 사실대로라면, 조반 자동차도 다이라 ~ 센다이 사이의 구간 개통은 2015년 3월 1일인 것으로 보이게 된다.

## 경유하는 지자체
- 후쿠시마현
  - 이와키시 - 다무라군 오노정 - 다무라시 - 다무라군 미하루정 - 고리야마시 - 야마군 이나와시로정 - 야마군 반다이정 - 아이즈와카마쓰시 - 오누마군 아이즈미사토정 - 가와누마군 아이즈반게정 - 야마군 니시아이즈정
- 니가타현
  - 히가시칸바라군 아가정 - 아가노시 - 고센시 - 니가타시

## 나들목 · 분기점
| 나들목 번호 | 시설 이름                   | 일본어 이름    | 거리 (km) | BS | 접속 노선                                                                       | 소재지     | 소재지           | 소재지           |
| ----------- | --------------------------- | -------------- | --------- | -- | ------------------------------------------------------------------------------- | ---------- | ---------------- | ---------------- |
| 16-1        | 이와키 분기점               | いわき         | 0.0       |    | 조반 자동차도                                                                   | 후쿠시마현 | 이와키시         | 이와키시         |
| 1           | 이와키미와 나들목           | いわき三和     | 8.8       |    | 후쿠시마현도 제66호 오나하마오노 선 / 국도 제49호선                             | 후쿠시마현 | 이와키시         | 이와키시         |
| -           | 사이소 PA                   | 差塩           | 18.7      |    | -                                                                               | 후쿠시마현 | 이와키시         | 이와키시         |
| 2           | 오노 나들목                 | 小野           | 35.2      | △  | 국도 제349호선 / 아부쿠마 고원 도로                                             | 후쿠시마현 | 다무라군         | 오노정           |
| -           | 다무라추오 스마트 IC        | 田村中央       |           |    | 국도 제349호선                                                                  | 후쿠시마현 | 다무라시         | 다무라시         |
| -           | 아부쿠마코겐 SA             | 阿武隈高原     | 46.8      |    |                                                                                 | 후쿠시마현 | 다무라시         | 다무라시         |
| 3           | 후네히키미하루 나들목       | 船引三春       | 55.7      |    | 국도 제288호선                                                                  | 후쿠시마현 | 다무라시         | 다무라시         |
| -           | 미하루 PA                   | 三春           | 59.5      |    |                                                                                 | 후쿠시마현 | 다무라군         | 미하루정         |
| 3-1         | 고리야마히가시 나들목       | 郡山東         | 63.7      |    | 국도 제288호선                                                                  | 후쿠시마현 | 고리야마시       | 고리야마시       |
| 18-1        | 고리야마 분기점             | 郡山           | 71.4      |    | 도호쿠 자동차도                                                                 | 후쿠시마현 | 고리야마시       | 고리야마시       |
| -           | 고햐쿠가와 PA               | 五百川         | 76.5      |    |                                                                                 | 후쿠시마현 | 고리야마시       | 고리야마시       |
| 4           | 반다이아타미 나들목         | 磐梯熱海       | 79.6      |    | 후쿠시마현도 제24호 나카노사와아타미 선                                         | 후쿠시마현 | 고리야마시       | 고리야마시       |
| 5           | 이나와시로반다이코겐 나들목 | 猪苗代磐梯高原 | 97.6      |    | 국도 제115호선                                                                  | 후쿠시마현 | 야마군           | 이나와시로정     |
| -           | 반다이야마 SA               | 磐梯山         | 105.3     |    |                                                                                 | 후쿠시마현 | 야마군           | 반다이정         |
| 6           | 반다이카와히가시 나들목     | 磐梯河東       | 111.5     |    | 후쿠시마현도 제64호 아이즈와카마쓰우라반아이 선                                 | 후쿠시마현 | 아이즈와카마쓰시 | 아이즈와카마쓰시 |
| 7           | 아이즈와카마쓰 나들목       | 会津若松       | 117.5     |    | 국도 제121호선                                                                  | 후쿠시마현 | 아이즈와카마쓰시 | 아이즈와카마쓰시 |
| 7-1         | 니쓰루 PA/스마트 IC         | 新鶴           | 124.7     |    |                                                                                 | 후쿠시마현 | 오누마군         | 아이즈미사토정   |
| 8           | 아이즈반게 나들목           | 会津坂下       | 132.4     |    | 국도 제49호선 / 국도 제252호선                                                  | 후쿠시마현 | 오누마군         | 아이즈반게정     |
| 9           | 니시아이즈 나들목/PA        | 西会津         | 143.8     |    | 국도 제49호선 (니시아이즈 바이패스) / 후쿠시마현도 제16호 기타카타니시아이즈 선 | 후쿠시마현 | 야마군           | 니시아이즈정     |
| -           | 구로모리야마 터널           | 黒森山トンネル |           |    |                                                                                 | 니가타현   | 히가시칸바라군   | 아가정           |
| -           | 가미카와 PA                 | 上川           | 162.6     |    |                                                                                 | 니가타현   | 히가시칸바라군   | 아가정           |
| 10          | 쓰가와 나들목               | 津川           | 166.2     | △  | 니가타현도 제89호 쓰가와인터 선                                                 | 니가타현   | 히가시칸바라군   | 아가정           |
| -           | 미카와 BS                   | 三川           | 172.8     | ○  |                                                                                 | 니가타현   | 히가시칸바라군   | 아가정           |
| 11          | 미카와 나들목               | 三川           | 174.0     |    | 니가타현도 제587호 미카와인터 선                                                | 니가타현   | 히가시칸바라군   | 아가정           |
| -           | 아가노가와 SA               | 阿賀野川       | 181.0     |    |                                                                                 | 니가타현   | 히가시칸바라군   | 아가정           |
| 12          | 야스다 나들목               | 安田           | 188.9     | ○  | 니가타현도 제41호 시로네야스다 선                                               | 니가타현   | 아가노시         | 아가노시         |
| -           | 고센 PA                     | 五泉           | 191.2     |    |                                                                                 | 니가타현   | 고센시           | 고센시           |
| 13          | 니쓰 나들목                 | 新津           | 198.5     |    | 니가타현도 제34호 니쓰테이류조 선                                               | 니가타현   | 니가타시         | 니가타시         |
| -           | 가와구치 BS                 | 川口           | 202.2     | ○  |                                                                                 | 니가타현   | 니가타시         | 니가타시         |
| 13-1        | 니쓰니시 스마트 IC          | 新津西         | 204.5     |    | 국도 제403호선                                                                  | 니가타현   | 니가타시         | 니가타시         |
| -           | 사캬아 BS                   | 酒屋           | 207.5     | ○  |                                                                                 | 니가타현   | 니가타시         | 니가타시         |
| -           | 니가타 PA                   | 新潟           | 208.6     |    |                                                                                 | 니가타현   | 니가타시         | 니가타시         |
| 42          | 니가타추오 분기점           | 新潟中央       | 211.9     |    | 니혼카이 토호쿠 자동차도 호쿠리쿠 자동차도                                      | 니가타현   | 니가타시         | 니가타시         |
| 14          | 니가타추오 나들목           | 新潟中央       | 212.7     |    | 니가타현도 제16호 니가타카메다우치노 선                                         | 니가타현   | 니가타시         | 니가타시         |

## 주요 접속 도로
- 조반 자동차도 (이와키 분기점에서 접속)
- 아부쿠마 고원 도로 (오노 나들목에서 접속)
- 도호쿠 자동차도 (고리야마 분기점에서 접속)
- 호쿠리쿠 자동차도 (니가타추오 분기점에서 접속)
- 니혼카이 도호쿠 자동차도 (니가타추오 분기점에서 접속)